# Grecia ai Giochi della XXIII Olimpiade
La Grecia partecipò ai Giochi della XXIII Olimpiade, svoltisi a Los Angeles, Stati Uniti, dal 28 luglio al 12 agosto 1984, con una delegazione di 62 atleti impegnati in undici discipline.

## Medaglie
| Medaglia | Nome                  | Sport | Evento             |
| -------- | --------------------- | ----- | ------------------ |
| Argento  | Dimitrios Thanopoulos | Lotta | Lotta greco-romana |
| Bronzo   | Charalambos Holidis   | Lotta | Lotta greco-romana |

## Risultati

### Pallanuoto
| Atleta | Classifica |                   |
| --- | --- | ----------------- |
| V · D · M Nazionale maschile greca di pallanuoto · Giochi olimpici - Los Angeles 1984 Vossos • Capralos • Stathakis • Gounas • Giannopoulos K • Kefalogiannis • Papanastasiou • Seletopoulos • Aronis • Sitarenios • Maurōtas • Moudatsios • Giannopoulos S · CT : | 8° |                   |
| Nazionale maschile greca di pallanuoto · Giochi olimpici - Los Angeles 1984 | |                   |
| Vossos • Capralos • Stathakis • Gounas • Giannopoulos K • Kefalogiannis • Papanastasiou • Seletopoulos • Aronis • Sitarenios • Maurōtas • Moudatsios • Giannopoulos S · CT:                                                                                        | Vossos • Capralos • Stathakis • Gounas • Giannopoulos K • Kefalogiannis • Papanastasiou • Seletopoulos • Aronis • Sitarenios • Maurōtas • Moudatsios • Giannopoulos S · CT: | Grecia (bandiera) |